# 纳萨尔
纳萨尔（西班牙語：Nazar）是西班牙纳瓦拉的一个市镇。总面积9平方公里，总人口56人（2001年），人口密度6人/平方公里。